# Вулкани Туреччини

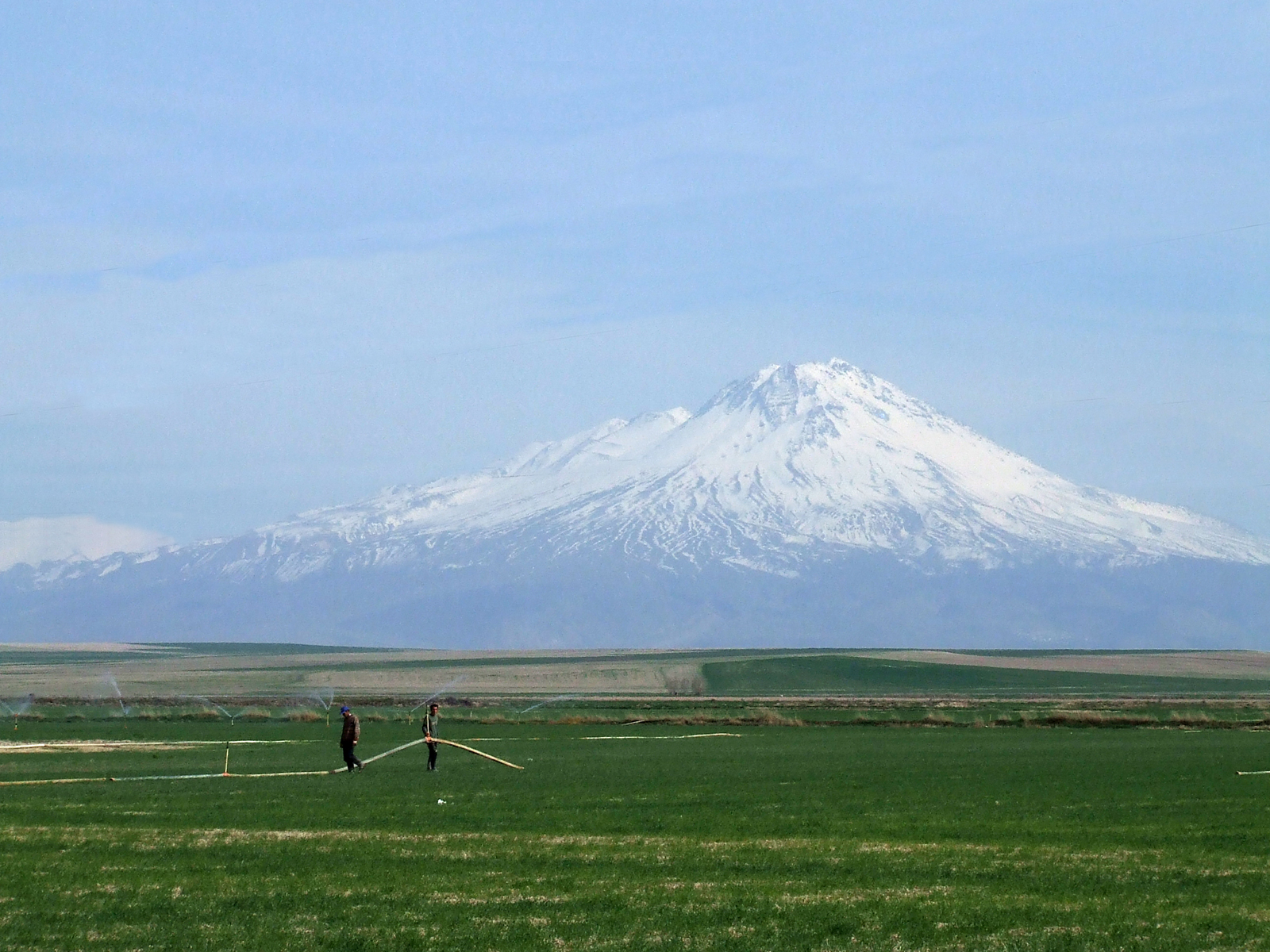
Хасандаг

Вулкани Туреччини. У цій статті перераховані всі вулкани, які знаходяться на території  Туреччини.

## Вулкани, що перебувають у стані спокою
- Немрут-Даг (останнє виверження відбулося в 1692 р.).
- Тендюрек Дагі (останнє виверження відбулося в 1855 р.).

## Згаслі вулкани
- Акярлар
- Арарат
- Аджигьоль-Невшехір
- Кула
- Карадаг
- Хасандаг (останнє виверження відбулося в 620 році до н. е.)[джерело?].
- Суфан-Дагі
- Гіреколь-тепе
- Карапінар
- Гьолу-Даг
- Сюпхан
- Немрут
- Караджа Дага
- Ерджіяс